# Kolisztin
A kolisztin, más néven polimixin E egy antibiotikum, amit a multirezisztens Gram-negatív kórokozók okozta fertőzések ellen, mint amilyen a tüdőgyulladás, használnak utolsó lehetőségként. Ezek közt olyan baktériumok is lehetnek, mint a Pseudomonas aeruginosa, a Klebsiella pneumoniae, vagy az Acinetobacter. Egyik formája, a kolisztimetát-nátrium vénába vagy izomba injekcióként is beadható, valamint belélegezhető, a másik, a kolisztin-szulfát bőrre vihető fel, illetve szájon át alkalmazható. A kolisztinrezisztencia 2015-ben kezdett megjelenni.

## Mechanizmusa és mellékhatásai
A kolisztin az antibiotikumok polimixin osztályába tartozik. A baktériumok sejtmembránját bontja le, ami azok sejthalálát okozza. Injekcióval beadott formájának gyakori mellékhatásai közé tartoznak a vese- és a neurológiai problémák. További komoly mellékhatások lehetnek az anafilaxis, az izomgyengeség és a Clostridium difficilével összefüggő hasmenés. A belélegzett változat bronchoconstrictióhoz vezethet. Nem ismert, hogy terhesség alatti használata biztonságos-e a magzat számára.

## Története és kulturális hatásai
A kolisztint 1947-ben fedezték fel, a kolisztimetát-nátriumot az Amerikai Egyesült Államokban 1970-ben jegyezték be. Szerepel az Egészségügyi Világszervezet nélkülözhetetlen gyógyszereinek listáján. A Világegészségügyi Szervezet a kolisztint különösen fontosnak tekinti az orvostudomány számára. Generikumként is elérhető. A Paenibacillus nemzetségből származó baktériumokból származik.

## Orvosi felhasználása

### Antibakteriális spektrum
A kolisztin hatásos a Pseudomonas, Escherichia és Klebsiella-fajok okozta fertőzések kezelésében. Az alábbiakban néhány fontos mikroorganizmus szaporodásának gátlásához szükséges kolisztin mennyisége szerepel:
- Escherichia coli: 0,12–128 μg/ml
- Klebsiella pneumoniae: 0,25–128 μg/ml
- Pseudomonas aeruginosa: ≤0,06–16 μg/ml

Például a kolisztint más gyógyszerekkel kombinálva használják, hogy a CF-betegek tüdejében lévő P. aeruginosa-fertőzést megtámadják. A biofilmek felszíne alatt alacsony oxigéntartalmú környezet van, ahol a baktériumok inaktívak, és a kolisztin nagyon hatásos. Viszont a P. aeruginosa a biofilm felső rétegeiben él, ahol aktív marad. Ez azért van, mert a túlélő baktériumok a felső rétegekre vándorolnak a szőrökön keresztül, és új csoportokat alkotnak a lokális denzitásérzékelés segítségével.

### Rezisztencia
A kolisztinrezisztencia ritka, de már leírták. Az első kolisztinrezisztencia-gént egy baktériumtörzsek közti átadódásra képes plazmidban találták meg 2011-ben Kínában, és 2015 novemberében vált először nyilvánosan ismertté. A plazmidban jelen lévő mcr–1 gén jelenlétét 2015 decemberében megerősítették Délkelet-Ázsiában, néhány európai országban és az Amerikai Egyesült Államokban. A Paenibacillus polymyxa néhány törzse terjeszti.
2017 óta nincs megegyezés arról, mettől számít egy baktérium kolisztinrezisztensnek. A Société Française de Microbiologie 2 mg/l koncentrációt használ, míg a British Society for Antimicrobial Chemotherapy 4 mg/l vagy kisebb koncentráció esetén fogékonynak tekinti a baktériumot, míg 8 mg/l vagy nagyobb koncentráció esetén rezisztensnek. Nincs sztenderd az Amerikai Egyesült Államokban a szenzitivitás mérésére.
A plazmidban lévő mcr–1 génről kiderült, hogy a kolisztinrezisztenciát kódolja. Ezt a gént azóta kimutatták Kínában, Európában és az Amerikai Egyesült Államokban.
Indiában jelentették először részletesen a kolisztinrezisztencia felbukkanását, ahol is 13 kolisztinrezisztens esetet vizsgáltak 18 hónapon át. Az eredmény az volt, hogy az összes gyógyszerre rezisztens fertőzések mortalitása, különösen azoké, amik a véráramban vannak, magasabb. Több más esetet jelentettek más indiai kórházakból. Noha a polimixin-rezisztencia gyakorisága a legtöbb helyen kisebb 10%-nál, a Földközi-tengernél és Délkelet-Ázsiában (Koreában és Szingapúrban) nagyobb, ahol a kolisztinrezisztencia aránya folyamatosan nő. 2016 májusában kolisztinrezisztens E. colit találtak az Amerikai Egyesült Államokban.
A kolisztin Acetinobacter baumannii-fertőzések kezelésére való használata olyan rezisztens baktériumtörzsek kialakulásához vezetett, amik az LL-37-tel és a lizozimmel szemben is rezisztenssé váltak, amiket az emberi immunrendszer termel.
Megjegyzendő, hogy nem minden rezisztenciát okoz a rezisztencia génjeinek jelenléte. A heterorezisztencia, ahol látszólag genetikailag azonos mikrobák más antibiotikumokra mutatnak rezisztenciát, bizonyos Enterobacter-fajokban már legalább 2016, néhány Klebsiella pneumoniae-törzsben 2017–2018 óta ismert. Néhány esetben e jelenségnek jelentős klinikai következményei vannak.

#### Örökletesen rezisztens
- Brucella
- Burkholderia cepacia
- Chryseobacterium indologenes
- Edwardsiella
- Elizabethkingia meningoseptica
- Francisella tularensis spp.
- Gram-negatív coccusok
- Helicobacter pylori
- Moraxella catarrhalis
- Morganella spp.
- Neisseria gonorrhoeae és Neisseria meningitidis
- Proteus
- Providencia
- Serratia
- Néhány Stenotrophomonas maltophilia-törzs[27]

#### Változó rezisztencia
- Aeromonas
- Vibrio
- Prevotella
- Fusobacterium
- Escherichia coli

## Mellékhatások
Az intravénás kezeléssel járó nem kívánt reakciók közé tartozik a nefrotoxicitás (vesekárosodás) és a neurotoxicitás (idegkárosodás), de ez a gyártók jelenlegi ajánlásainál sokkal magasabb dózisoktól is lehet, valamint ahol nincs a vesebetegségekhez igazítás. A neuro- és nefrotoxikus hatások időlegesnek tűnnek, és a gyógyszeralkalmazás végeztével vagy a dózis csökkenésével véget érnek.
8 óránként 160 mg-os kolisztimetát-IV-dózis mellett nagyon kis mértékű nefrotoxicitást tapasztaltak. A kolisztin kevésbé tűnik toxikusnak az aminoglikozidoknál, amiket felváltott, és akár hat hónapon át használhatónak bizonyult mellékhatások nélkül. A kolisztin okozta nefrotoxicitás különösen gyakran fordul elő hipoalbuminémiás betegeknél.
A kolisztin belélegzésének a leginkább leírt fő mellékhatása a hörgőgörcs, ami kezelhető vagy megelőzhető béta-2-agonisták, mint például a szalbutamol, használatával vagy az érzéstelenítési protokoll követésével.

## Farmakokinetika
A kolisztin nem szívódik fel klinikailag hasznos mértékben a bélrendszerben. Ezért fertőzés esetén injekción át kell beadni. A kolisztimetátot a vese kiválasztja, de a kolisztin a vesén kívül ürül, aminek a mechanizmusát még nem írták le.

## Története
A kolisztint először Japánban mutatta ki Kojama japán tudós 1949-ben egy palacknyi Bacillus polymyxa var. colistinusból, és 1959-ben vált klinikai alkalmazásokra hozzáférhetővé.
Egy kevésbé mérgező prekurzor, a kolisztimetát-nátrium 1959-ben vált elérhetővé injekcióként. Az 1980-as években a polimixinek használatát széles körben megszüntették a nefro- és neurotoxicitás miatt. Ahogy a multirezisztens baktériumok egyre gyakoribbá váltak az 1990-es években, a kolisztint újra elkezdték használni a mérgező hatások ellenére.

## Bioszintézise
A kolisztin bioszintéziséhez treonin, leucin és 2,4-diaminovajsav szükséges. A kolisztin lineáris prekurzorának szintézise a ciklizáció előtt kell, hogy megtörténjen. A nemriboszomálispeptid-bioszintézis egy indítódoménnel kezdődik, majd a soron következő aminosavak hozzáadásával folytatódik. Ezek az aminosavak egy adenilációs domén (A), egy peptidilhordozófehérje-domén (PCP), egy epimerizációs domén (E) és egy kondenzációs domén (C) segítségével kerülnek a molekulára. A ciklizáció egy tioészteráz segítségével történik. Az első lépés, hogy az A és PCP domének kapcsolódnak a 6-metilheptánsavhoz, majd a C, A és PCP kapcsolódik a 2,4-diaminovajsavhoz. Ez a folyamat folytatódik a többi aminosavval, amíg a lineáris peptidlánc elkészül. Az utolsó doménen tioészteráz van, ami a ciklizációt végrehajtja, s a kolisztint létrehozza.

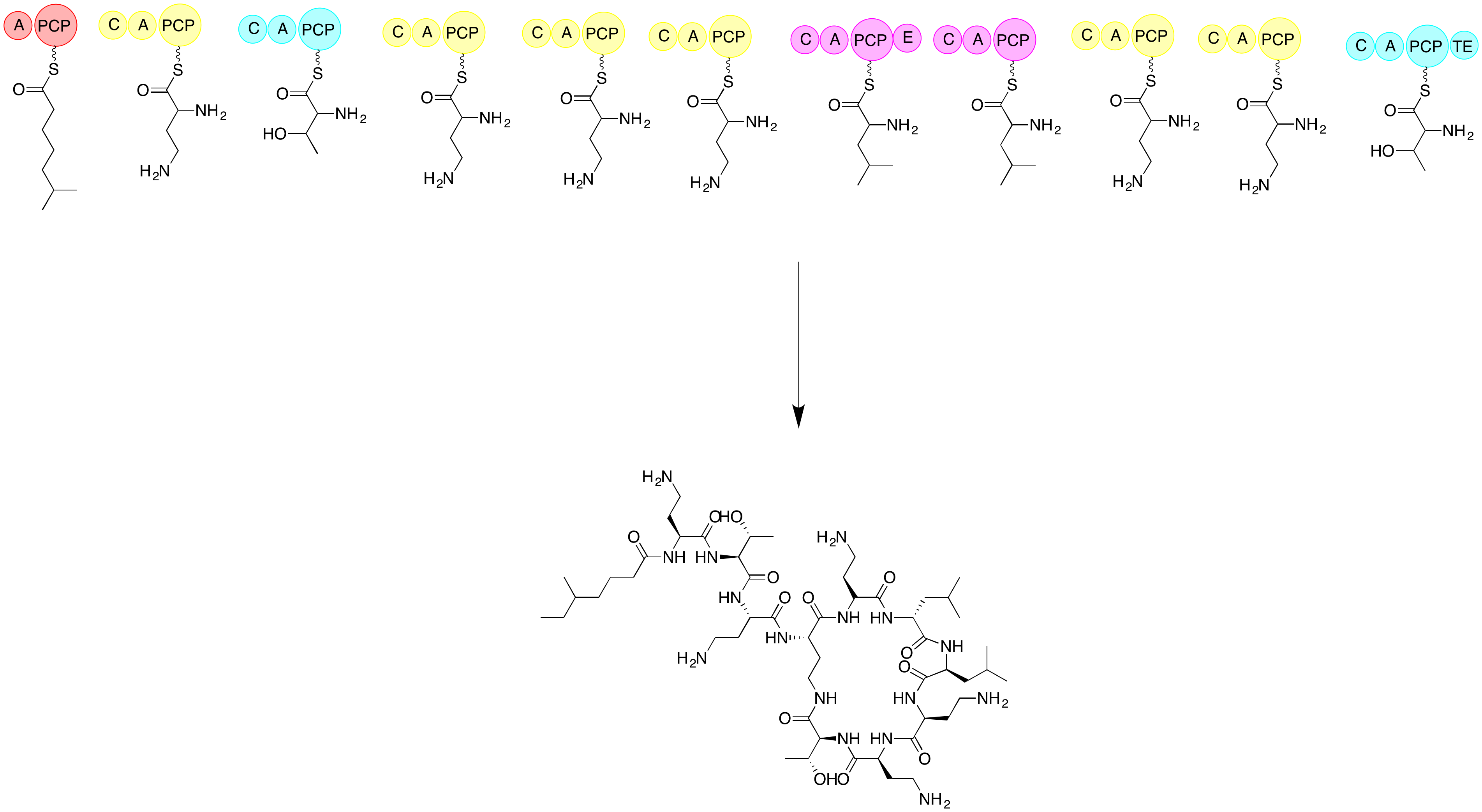
Piros színnel van jelölve a 6-metilheptánsav, sárgával a 2,4-diaminovajsav, világoskékkel a treonin, lilával a leucin

## Fordítás
Ez a szócikk részben vagy egészben  a   Colistin című angol Wikipédia-szócikk fordításán alapul.  Az eredeti cikk szerkesztőit annak laptörténete sorolja fel. Ez a jelzés csupán a megfogalmazás eredetét és a szerzői jogokat jelzi, nem szolgál a cikkben szereplő információk forrásmegjelöléseként.